# Всероссийский институт аграрных проблем и информатики имени А. А. Никонова
Всероссийский институт аграрных проблем и информатики имени А. А. Никонова (ВИАПИ) — научно-исследовательское учреждение в Москве.

## История
Институт организован в феврале 1996 г. путём слияния Аграрного института, основанного в 1990 г. академиком А. А. Никоновым, и Всероссийского НИИ кибернетики (год основания 1969), наследовав традиции и направления работы этих учреждений.

## Общие сведения
Основная задача института — разработка теории аграрных отношений, направлений земельной, агропродовольственной и сельской политики, новых информационных технологий управления АПК. Решение этих проблем приобретает в современных условиях все возрастающее значение. Приватизация земли и либерализация экономики создали лишь общие предпосылки развития рынка в сельском хозяйстве. На повестку дня встают задачи завершения институциональных реформ в аграрном секторе, реструктуризации сельскохозяйственных предприятий и роста товарности семейных ферм…
ВИАПИ располагает всеми возможностями, чтобы внести достойный вклад в решение этих проблем. Институт отличают высокий творческий потенциал сотрудников, большинство из которых привержены реформаторскому направлению отечественной агроэкономической науки; умелое применение современной методологии, прежде всего системного анализа и математического моделирования; тесная связь с практикой управления и хозяйствования АПК…
В институте работает 85 человек, 53 научных сотрудника, из них четыре академика Россельхозакадемии, два члена-корреспондента РАСХН, один член-корреспондент РАН и РАСХН, 6 докторов и 29 кандидатов наук.
Один из главных принципов работы ВИАПИ — открытость и развитие партнерских отношений со всеми заинтересованными научными и консультационными организациями, высшими учебными заведениям.